# Pranzo di Pasqua
Pranzo di Pasqua (The Pigeon that Took Rome) è un film del 1962 diretto da Melville Shavelson.

## Trama
Paul MacDougal e Joseph Contini sono due ufficiali americani che durante la Seconda guerra mondiale operano in Italia come spie collaborando con i partigiani guidati da Ciccio Massimo, comunicando con la base attraverso l'uso di piccioni viaggiatori.
Mentre Paul attira subito l'attenzione di Antonella, la figlia di Ciccio, Paul si innamora di Rosalba, l'altra figlia di Ciccio, che è incinta, chiedendola in matrimonio.
Si avvicina la Pasqua e per non sfigurare con i parenti Ciccio organizza un pranzo a base di piccioni, quelli usati dagli americani, con l'intenzione di prenderne dei nuovi subito dopo. 
Peccato che i nuovi piccioni siano quelli usati dai tedeschi così i messaggi preparati dalle spie americane finiscono direttamente nelle mani del nemico.

## Critica
«Amenità varie... war comedy spigliata ma convenzionale.» ** 